# 화남초등학교 (경북)
화남초등학교는 대한민국 경상북도 예천군 유천면  중평길 52 (중평리)에 있었던 공립 초등학교이다.

## 연혁
- 1939년 7월 1일 유천공립심상소학교 부설 중평간이학교 개교(설립인가 6월 15일)
- 1944년 3월 20일 유천북부공립국민학교로 승격
- 1950년 6월 1일 유천북부국민학교로 교명 변경
- 1955년 5월 19일 화남국민학교로 교명 변경
- 1996년 3월 1일 화남초등학교로 교명 변경
- 2007년 3월 1일 유천초등학교로 통폐합